# Universiada de 1959
La Universiada de 1959 fue la primera edición de las Universiadas que se llevaron a cabo en Turín, Italia.

## Medallero
País organizador
| #     | País                          | Oro | Plata | Bronce | Total |
| ----- | ----------------------------- | --- | ----- | ------ | ----- |
| 1     | Italia                        | 18  | 10    | 10     | 38    |
| 2     | Unión Soviética               | 11  | 8     | 5      | 24    |
| 3     | Alemania Occidental           | 6   | 9     | 10     | 25    |
| 4     | Hungría                       | 6   | 5     | 2      | 13    |
| 5     | Francia                       | 4   | 2     | 8      | 14    |
| 6     | Reino Unido                   | 3   | 6     | 1      | 10    |
| 7     | Yugoslavia                    | 3   | 3     | 2      | 8     |
| 8     | Checoslovaquia                | 2   | 5     | 5      | 12    |
| 9     | Japón                         | 2   | 2     | 3      | 7     |
| 10    | Romania                       | 2   | 1     | 2      | 5     |
| 11    | Polonia                       | 1   | 5     | 7      | 13    |
| 12    | Bulgaria                      | 1   | 1     | 1      | 3     |
| 12    | Grecia                        | 1   | 1     | 1      | 3     |
| 14    | República Democrática Alemana | 0   | 1     | 0      | 1     |
| 14    | Suiza                         | 0   | 1     | 0      | 1     |
| 16    | Bélgica                       | 0   | 0     | 1      | 1     |
| 16    | Países Bajos                  | 0   | 0     | 1      | 1     |
| 16    | España                        | 0   | 0     | 1      | 1     |
| 16    | Suecia                        | 0   | 0     | 1      | 1     |
| Total | Total                         | 60  | 60    | 61     | 181   |

- Datos: Q1070462